# اونگودای

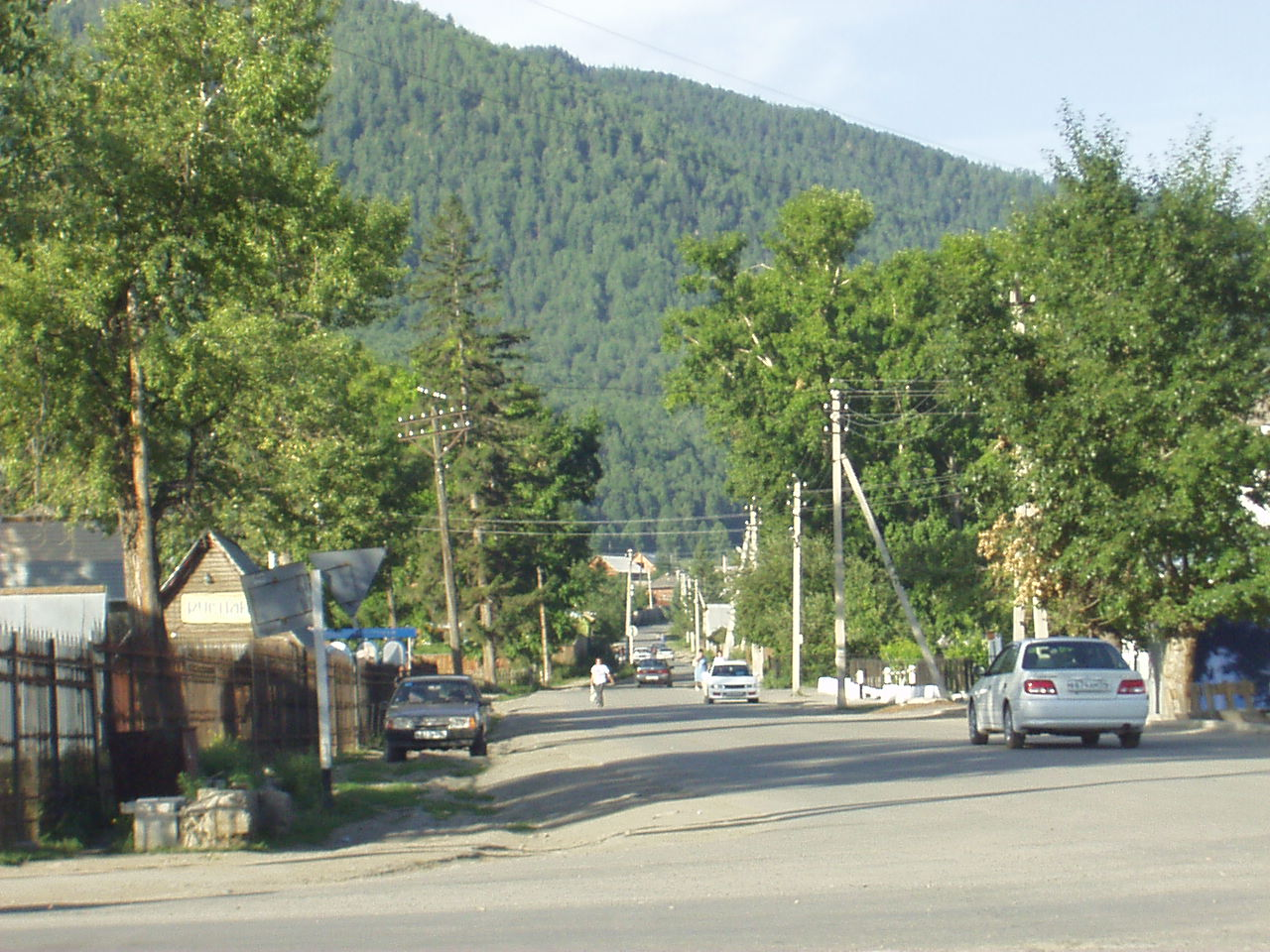
سکونتگاه اونگودای در جمهوری آلتای

اونگودای (به لاتین: Onguday) یک روستا در روسیه است که در جمهوری آلتای واقع شده است.

## تاریخ
در سال ۱۶۲۶ تأسیس شد. در ۱۸۵۶–۱۸۵۷، اردوگاه حل و فصل مأموریت معنوی التای کلیسای ارتدکس روسیه تأسیس شد. در سال ۱۸۶۰، اولین مدرسه افتتاح شد، که یک ساختمان در سال ۱۸۸۱ ساخته شد. در سال ۱۸۷۹، کلیسای Assumption در سال ۱۸۸۱ ساخته و وقف شد. در سال ۱۹۰۸ کلیسای سنت Innocent of Irkutsk ساخته شد. در سال ۱۹۱۰ حدود ۸۰۰ نفر در این روستا زندگی می‌کردند.